# Schweizer Leichtathletik-Hallenmeisterschaften 2019
Die 38. Schweizer Leichtathletik-Hallenmeisterschaften 2019 (auch: SM Halle Aktive, SM Halle Elite) (französisch Championnats suisses d´athlétisme en salle 2019) fanden am 16. und 17. Februar 2019 im Athletik Zentrum St. Gallen (AZSG) statt.

## Frauen

### 60 m
| Platz | Athletin          | Zeit (s) | Anmerkung |
| ----- | ----------------- | -------- | --------- |
| 1     | Mujinga Kambundji | 7,08     | SB        |
| 2     | Ajla Del Ponte    | 7,17     | PB        |
| 3     | Sarah Atcho       | 7,31     | PB        |

### 200 m
| Platz | Athletin          | Zeit (s) | Anmerkung |
| ----- | ----------------- | -------- | --------- |
| 1     | Agnė Šerkšnienė   | 23,60    |           |
| 2     | Sarah Atcho       | 23,75    |           |
| 3     | Riccarda Dietsche | 24,37    | PB        |

### 400 m
| Platz | Athletin          | Zeit (s) | Anmerkung |
| ----- | ----------------- | -------- | --------- |
| 1     | Yasmin Giger      | 53,66    |           |
| 2     | Fanette Humair    | 54,24    |           |
| 3     | Cornelia Halbheer | 54,65    | PB        |

### 800 m
| Platz | Athletin      | Zeit (min) | Anmerkung |
| ----- | ------------- | ---------- | --------- |
| 1     | Selina Büchel | 2:09,24    |           |
| 2     | Lore Hoffmann | 2:12,72    |           |
| 3     | Sina Sprecher | 2:13,88    |           |

### 3000 m
| Platz | Athletin      | Zeit (min) | Anmerkung |
| ----- | ------------- | ---------- | --------- |
| 1     | Delia Sclabas | 9:26,76    | PB        |
| 2     | Nicole Egger  | 9:45,31    | PB        |
| 3     | Alina Sönning | 10:53,79   |           |

### 60 m Hürden (84,0)
| Platz | Athletin       | Zeit (s) | Anmerkung |
| ----- | -------------- | -------- | --------- |
| 1     | Noemi Zbären   | 8,30     |           |
| 2     | Géraldine Frey | 8,33     | PB        |
| 3     | Annik Kälin    | 8,41     | PB        |

### Hochsprung
| Platz | Athletin           | Höhe (m) | Anmerkung |
| ----- | ------------------ | -------- | --------- |
| 1     | Salome Lang        | 1,82     |           |
| 2     | Carolin Gottschalk | 1,74     | SB        |
| 3     | Nadine Odermatt    | 1,71     |           |

### Stabhochsprung
| Platz | Athletin         | Höhe (m) | Anmerkung |
| ----- | ---------------- | -------- | --------- |
| 1     | Angelica Moser   | 4,62     | PB        |
| 2     | Andrina Hodel    | 4,10     | PB        |
| 3     | Pascale Stöcklin | 4,10     |           |

### Weitsprung
| Platz | Athletin            | Weite (m) | Anmerkung |
| ----- | ------------------- | --------- | --------- |
| 1     | Annik Kälin         | 6,11      |           |
| 2     | Emma Piffaretti     | 6,00      | PB        |
| 3     | Géraldine Ruckstuhl | 5,80      | SB        |

### Dreisprung
| Platz | Athletin         | Weite (m) | Anmerkung |
| ----- | ---------------- | --------- | --------- |
| 1     | Barbara Leuthard | 12,43     | SB        |
| 2     | Alina Tobler     | 12,31     | SB        |
| 3     | Serena Raffi     | 12,14     | SB        |

### Kugel (4,00 kg)
| Platz | Athletin            | Weite (m) | Anmerkung |
| ----- | ------------------- | --------- | --------- |
| 1     | Vanessa Fust        | 14,28     |           |
| 2     | Géraldine Ruckstuhl | 14,10     |           |
| 3     | Lea Herrsche        | 14,07     |           |

## Männer

### 60 m
| Platz | Athlet         | Zeit (s) | Anmerkung |
| ----- | -------------- | -------- | --------- |
| 1     | Silvan Wicki   | 6,65     |           |
| 2     | Sylvian Chuard | 6,73     | PB        |
| 3     | Pascal Mancini | 6,76     |           |

### 200 m
| Platz | Athlet             | Zeit (s) | Anmerkung |
| ----- | ------------------ | -------- | --------- |
| 1     | William Jeff Reais | 21,81    |           |
| 2     | Julien Bonvin      | 22,07    |           |
| 3     | Daniele Angelella  | 22,38    |           |

### 400 m
| Platz | Athlet            | Zeit (s) | Anmerkung |
| ----- | ----------------- | -------- | --------- |
| 1     | Ricky Petrucciani | 47,20    |           |
| 2     | Charles Devantay  | 47,83    |           |
| 3     | Dany Brand        | 48,59    | PB        |

### 800 m
| Platz | Athlet        | Zeit (min) | Anmerkung |
| ----- | ------------- | ---------- | --------- |
| 1     | Lukas Kauflin | 1:52,12    | PB        |
| 2     | Diego Menzi   | 1:53,27    | PB        |
| 3     | Meddy Fouquet | 1:54,77    |           |

### 3000 m
| Platz | Athlet      | Zeit (min) | Anmerkung |
| ----- | ----------- | ---------- | --------- |
| 1     | Thomas Gmür | 8:30,32    | PB        |
| 2     | Luca Noti   | 8:32,00    |           |
| 3     | Lukas Marti | 8:33,15    |           |

### 60 m Hürden (106,7)
| Platz | Athlet       | Zeit (s) | Anmerkung |
| ----- | ------------ | -------- | --------- |
| 1     | Jason Joseph | 7,62     |           |
| 2     | Tobias Furer | 7,81     | SB        |
| 3     | Finley Gaio  | 7,89     | PB        |

### Hochsprung
| Platz | Athlet         | Höhe (m) | Anmerkung |
| ----- | -------------- | -------- | --------- |
| 1     | Vivien Streit  | 2,15     | PB        |
| 2     | Roman Sieber   | 2,12     | SB        |
| 3     | Enrico Güntert | 2,06     | PB        |

### Stabhochsprung
| Platz | Athlet          | Höhe (m) | Anmerkung |
| ----- | --------------- | -------- | --------- |
| 1     | Dominik Alberto | 5,05     |           |
| 2     | Patrick Schütz  | 4,95     |           |
| 3     | Reto Fahrni     | 4,95     | PB        |

### Weitsprung
| Platz | Athlet           | Weite (m) | Anmerkung |
| ----- | ---------------- | --------- | --------- |
| 1     | Benjamin Gföhler | 7,77      | SB        |
| 2     | Simon Ehammer    | 7,36      |           |
| 3     | Finley Gaio      | 7,34      | SB        |

### Dreisprung
| Platz | Athlet         | Weite (m) | Anmerkung |
| ----- | -------------- | --------- | --------- |
| 1     | Nils Wicki     | 15,72     | PB        |
| 2     | Carlos Kouassi | 15,46     | SB        |
| 3     | Simon Sieber   | 15,30     | SB        |

### Kugel (7,26 kg)
| Platz | Athlet         | Weite (m) | Anmerkung |
| ----- | -------------- | --------- | --------- |
| 1     | Urs Hutmacher  | 15,37     | PB        |
| 2     | Lars Meyer     | 15,27     | PB        |
| 3     | Michel Edzimbi | 14,88     | SB        |